# Luitzen Egbertus Jan Brouwer
Luitzen Egbertus Jan Brouwer, mais conhecido como L. E. J. Brouwer (Overschie, 27 de fevereiro de 1881 — Blaricum, 2 de dezembro de 1966), foi um matemático holandês.
Graduado na Universidade de Amsterdã, trabalhou em topologia, teoria dos conjuntos, medida matemática e análise complexa. O teorema do ponto fixo de Brouwer foi batizado em sua homenagem. Ele provou o teorema da aproximação simplicial nos fundamentos da topologia algébrica, que justifica a redução a termos combinatórios, após sucessivas e suficientes subdivisões em complexos simpliciais, no tratamento de mapeamentos contínuos em geral.
Brouwer aderiu à corrente filosófica do intuicionismo na matemática. Esta é uma variação da matemática construtivista. É algumas vezes, e bem simplificadamente caracterizada, dizendo-se que seus adeptos recusam-se a usar a "lei do terceiro excluído" no raciocínio matemático. Brouwer de facto fundou o intuicionismo matemático, como oposto da linha dominante do formalismo.
Suas ideias foram inicialmente expostas em Beweis des Jordanschen Satzes für N Dimensionen (1912) ("Prova do Teorema de Jordan para N dimensões"). Ele deixou de expor alguns dos princípios fundamentais, tais como a "tripla negação" na lógica intuicionista, a qual foi posteriormente retomada por Andrei Kolmogorov e (durante certo tempo) por Hermann Weyl, com atitudes um pouco diferentes. Brouwer passou muito tempo em busca da teoria intuicionista dos números reais, os quais chamou de espécies. Este esforço poderia hoje ser considerado fora de propósito: não há uma única teoria. O intuicionismo posteriormente tornou-se mais respeitado, quando Kurt Gödel e posteriormente Stephen Kleene o ajustaram à lógica matemática.
Ele foi combativo quando jovem. Envolveu-se numa controvérsia pública e até mesmo aviltante com David Hilbert em fins dos anos 1920, sobre a política editorial de Mathematische Annalen, na época um jornal especializado. Politicamente Brouwer era pró-Alemanha. Ele se tornou relativamente isolado. O desenvolvimento do intuicionismo na sua origem foi feito por seu aluno Arend Heyting.
Foi palestrante convidado do Congresso Internacional de Matemáticos em Roma (1908: Die moeglichen Maechtigkeiten) e Cambridge (1912).